# Ноксвілл (Джорджія)
Ноксвілл (англ. Knoxville) — переписна місцевість (CDP) в США, в окрузі Кроуфорд штату Джорджія. Населення — 65 осіб (2020).

## Географія
Ноксвілл розташований за координатами 32°43′24″ пн. ш. 83°59′45″ зх. д. / 32.72333° пн. ш. 83.99583° зх. д. (32.723259, -83.995933).  За даними Бюро перепису населення США в 2010 році переписна місцевість мала площу 0,83 км², уся площа — суходіл.

## Демографія
Згідно з переписом 2010 року, у переписній місцевості мешкало 69 осіб у 23 домогосподарствах у складі 16 родин. Густота населення становила 83 особи/км².  Було 28 помешкань (34/км²).
Расовий склад населення:
| - 69,6 % — білих - 23,2 % — чорних або афроамериканців |

До двох чи більше рас належало 7,2 %. Частка іспаномовних становила 5,8 % від усіх жителів.
За віковим діапазоном населення розподілялося таким чином: 20,3 % — особи молодші 18 років, 58,0 % — особи у віці 18—64 років, 21,7 % — особи у віці 65 років та старші. Медіана віку мешканця становила 45,3 року. На 100 осіб жіночої статі у переписній місцевості припадало 137,9 чоловіків;  на 100 жінок у віці від 18 років та старших — 150,0 чоловіків також старших 18 років.
Цивільне працевлаштоване населення становило 0 осіб. 